# Дієго Лопес Родрігес
Дієго Лопес Родрігес (ісп. Diego López Rodríguez, нар. 3 листопада 1981, Парадела) — іспанський галісійський футболіст, воротар.

## Клубна кар'єра
Народився 3 листопада 1981 року в місті Парадела. Вихованець футбольної школи клубу «Луго», в якому і розпочав професійні виступи у третьому дивізіоні Іспанії.
2000 року потрапив до структури клубу «Реал Мадрид», де спочатку виступав за третю команду, а з літа 2003 року — за другу. Влітку 2005 року був включений до складу головної команди, проте за два сезони провів лише 11 матчів в усіх турнірах, програвши конкуренцію головному воротарю команди Ікеру Касільясу. За цей час 2007 року виборов титул чемпіона Іспанії.
Своєю грою привернув увагу представників тренерського штабу «Вільярреала», до складу якого приєднався в червні 2007 року за 6 млн євро і майже відразу виграв конкуренцію у основного воротаря команди Себастьяна Вієри. Відіграв за вільярреальський клуб наступні п'ять сезонів своєї ігрової кар'єри. Більшість часу, проведеного у складі «Вільярреала», був основним голкіпером команди. Відзначався досить високою надійністю, пропускаючи в іграх чемпіонату в середньому менше одного голу за матч.

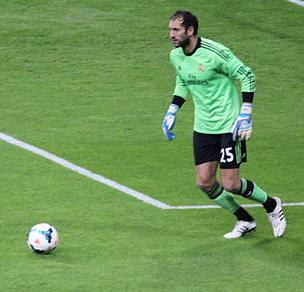
Дієго Лопес під час виступів за «Реал Мадрид». 2013 рік.

22 травня 2012 року підписав п'ятирічний контракт з «Севільєю», проте не зміг виграти конкуренцію у досвідченого Андреса Палопа і виходив на поле не досить часто.
25 січня 2013 року Лопес повернувся в «Реал Мадрид», підписавши контракт до червня 2017 року. Головною причиною стала травма Ікера Касільяса, яка не дозволила йому зіграти в ключових двобоях сезону — з «Барселоною» в півфіналі Кубку Іспанії та «Манчестер Юнайтед» в Лізі чемпіонів. В усіх цих матчах на воротах стояв саме Дієго Лопес і допоміг «вершковим» вийти в фінал Кубка Короля.
31 серпня 2016 року Лопес приєднався до «Еспаньйола» на правах оренди. 23 травня 2017 року Дієго підписав контракт на постійній основі. Загалом у команді провів 6 сезонів, зігравши понад 200 ігор за клуб в усіх турнірах.
У сезоні 2022/23 був у заявці «Райо Вальєкано», але був запасним воротарем і зіграв лише 2 гри у чемпіонаті і три у кубку. У грудні 2023 року, будучи без клубу протягом шести місяців, він оголосив про завершення кар'єри у віці 42 роки.

## Виступи за збірну
2009 року викликався в збірну Іспанії на Кубок конфедерацій у ПАР, на якому команда здобула бронзові нагороди, однак на поле не виходив. Єдиний матч за «червону фурію» провів 12 серпня 2009 року проти збірної Македонії в Скоп'є (2:3), вийшовши на заміну в середині другого тайму замість Пепе Рейни, і за час, що залишився не пропустив жодного м'яча.
Провів три матчі за збірну Галісії, яка невизнана ФІФА.

## Титули і досягнення
- Чемпіон Іспанії (1):

«Реал Мадрид» : 2006/07
- Володар кубка Іспанії (1):

«Реал Мадрид» : 2013/14
- Переможець Ліги Чемпіонів УЄФА (1):

«Реал Мадрид» : 2013/14